# Udská zátoka
Udská zátoka (rusky Удская губа) je zátoka v Chabarovském kraji Ruské federace.

## Geografie
Udská zátoka se nachází severozápadní části Ochotského moře. Rozprostírá se západně od Šantarských ostrovů. Do zátoky ústí řeka Uda.
Začátek zátoky je vymezen mysem Madžalinda a mysem Malaja Dugandža. Zátoka je široká asi 64,4 km. Břehy zátoky jsou lemovány lesy, především jedlemi.
Od března do června převládají v oblasti klidné a slabé větry, v červenci a srpnu jsou v zátoce běžné jihozápadní větry. V říjnu a listopadu jsou zde časté severozápadní vichřice doprovázené severovýchodními bouřemi. V zimě zde převládají severozápadní větry. Na jaře a na začátku léta je zátoka běžně zahalena v mlze. Od listopadu do července zátoka zamrzá. Během příznivého roku led mizí už začátkem června, po těžkých silných zimách ale často zátoka zůstává zamrzlá po celý rok.
V zátoce jsou polodenní přílivy a odlivy, které dosahují až 7,3 m.
Od jižního pobřeží zátoky vybíhají do vnitrozemí severní výběžky Tajkanského hřbetu.

## Historie
V letech 1852 až 1905 zde americké a ruské velrybářské lodě lovily velryby grónské. Američané zátoku nazývaly Southwest Bay (Jihozápadní zátoka). Někteří velrybáři zde vyměňovali s domorodci tabák za lososa. Americká barka Louisa z New Bedfordu popsala v lodním deníku, že má na dohled padesát lodí v zátoce, z nichž deset škvaří velrybí tuk.
V zátoce ztroskotaly tři velrybářské lodě. Barka Ocean Wave z New Bedfordu pod vedením kapitána Hirama Bakera a barka Phoenix z Nantucketu pod vedením kapitána Bethuela Gifforda Handyho ztroskotaly během vichřice v noci 11. října 1858. Barka Mary z New Bedfordu pod vedením kapitána Edwina P. Thompsona ztroskotala dne 18. září 1864.
Ruské škunery křižovaly při lovu velryb Udskou zátoku zejména v letech 1863 až 1874.

## Zvěř v zátoce
Na jaře v létě se v zátoce shromažďují běluhy, aby se živily rybami, které se třou v ústích Udy a Toromu. V létě a na podzim připlouvají do zátoky za potravou velryby grónské.